# Richard Wetz
Richard Wetz (Gliwice, Alta Silesia, 26 de febrero de 1875 - Érfurt, Turingia, 16 de enero de 1935) fue un director de orquesta y compositor alemán.
Alumno de la Universidad de Leipzig, ya durante sus estudios se dedicó a la música y después, en Múnich, con el profesor Thuille. Director de orquesta teatral (1900-02), director de la Asociación musical de Erfurt y de la Academia de canto de la misma ciudad (1906-1925); desde 1919 director de corazón de madrigales del doctor Engelbrecht. Dio muchos conciertos y conferencias sobre música.
Escribió dos excelentes biografías: Franz Liszt y Anton Bruckner. Como compositor se le deben: 
- unos 100 Lieder;
- tres sinfonías;
- dos cuartetos de cuerda;
- la obra orquestal Hyperion;
- un réquiem
- tres salmos;
- cuatro himnos religiosos;
- cuatro poemas líricos en alemán antiguo;
- Nacht Morgen (ciclo Eichendorf);
- Ges. D. Lebens, con orquesta;
- sonatas para violín, etc.

Wetz pertenecía a la Königl. Akad. F. gemeiinmütz. Wiss. Y a la Academia de Ciencias de Prusia, en Berlín.